# Koloniální říše

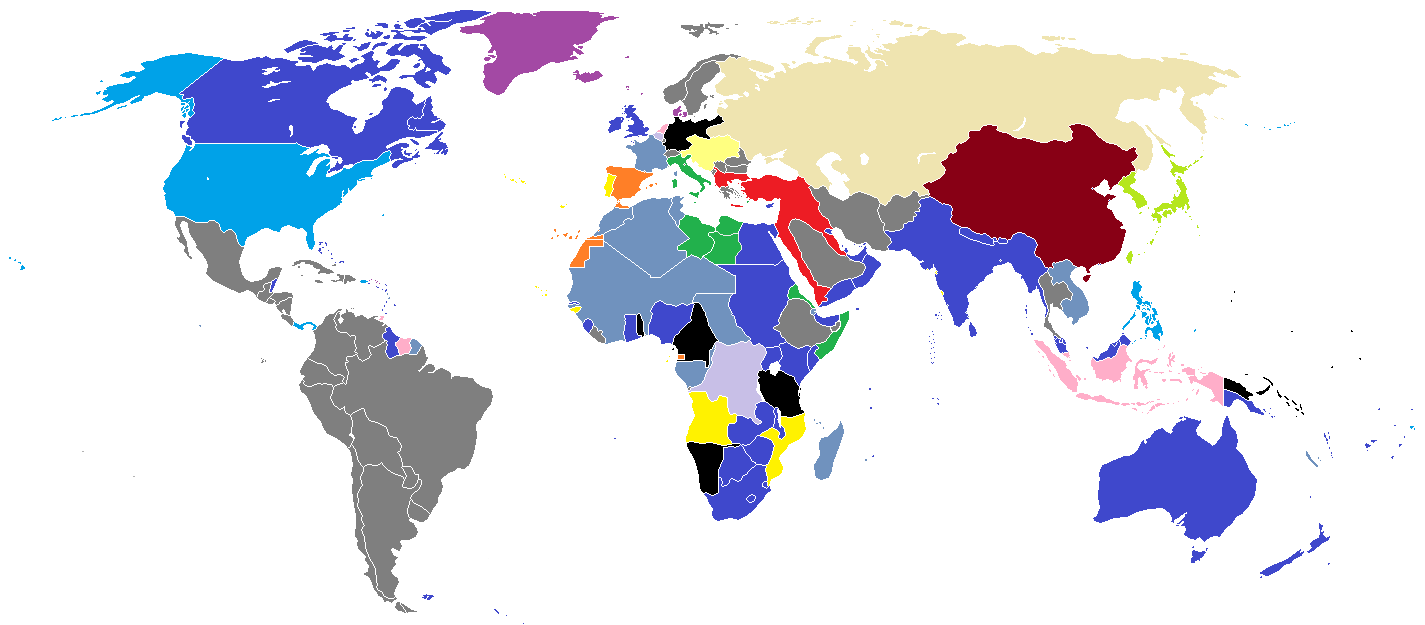
Mapa koloniálních území v roce 1912.

Koloniální říše či koloniální impérium je pojem z oblasti historie a politologie označující území, která se stala závislými na jiném státu s významnými (pozemními či námořními) vojenskými silami. V mnoha případech se staly de facto vlastnictvím koloniální mocnosti s různým stupněm politické, kulturní či vojenské závislosti. Proces kolonizace v průběhu staletí ve výsledku nakonec zahrnoval území téměř po celé zeměkouli.

## Historie
Pojem, jehož základem je výraz impérium/imperialismus, sahá až k prvním velkým civilizacím historie. Dalším důležitým pojmem je kolonialismus, tedy snaha o podorobení si jiných etnik či národů a jejich ůzemí a bohatství na nedílnou součást svého území. V době starověké římské říše hovoříme o římské kolonizaci.
Některé státy zpočátku praktikovaly politiku dobrovolné izolace, jako Japonsko během období Edo (kolem roku 1877), později se postupně zapojovaly do procesu kolonizace, jako například Japonsko v Asii ve 30. a 40. letech 20. století, jehož rozpínavost v Číně od roku 1937 znamenal faktický začátek druhé světové války.
Územní rozsah západoevropských koloniálních zemí pochází z doby konstituování jejich říší především v období velkých zámořských objevů, a to zejména díky pokroku v navigaci (záďové kormidlo, kompas, kartografie, sextant apod.), ale také díky rozvoj a rozšíření střelných zbraní.

## Koloniální říše v historii
- Afghánská/Durránská říše
- Belgická koloniální říše
- Braniborské kolonie
- Britská koloniální říše
- Čínská říše
- Dánská koloniální říše
- Francouzská koloniální říše
- Italská koloniální říše
- Japonská říše
- Kuronská koloniální říše
- Maráthská říše
- Mongolská říše
- Mughalská říše
- Německá koloniální říše
- Nizozemská koloniální říše
- Norská koloniální říše
- Ománská říše
- Osmanská říše
- Portugalská koloniální říše
- Rakouské kolonie
- Ruské impérium
- Sikhská říše
- Skotské kolonie
- Súrská říše
- Španělská koloniální říše
- Švédská koloniální říše
- Tímúrovská říše